# James E. Cartwright

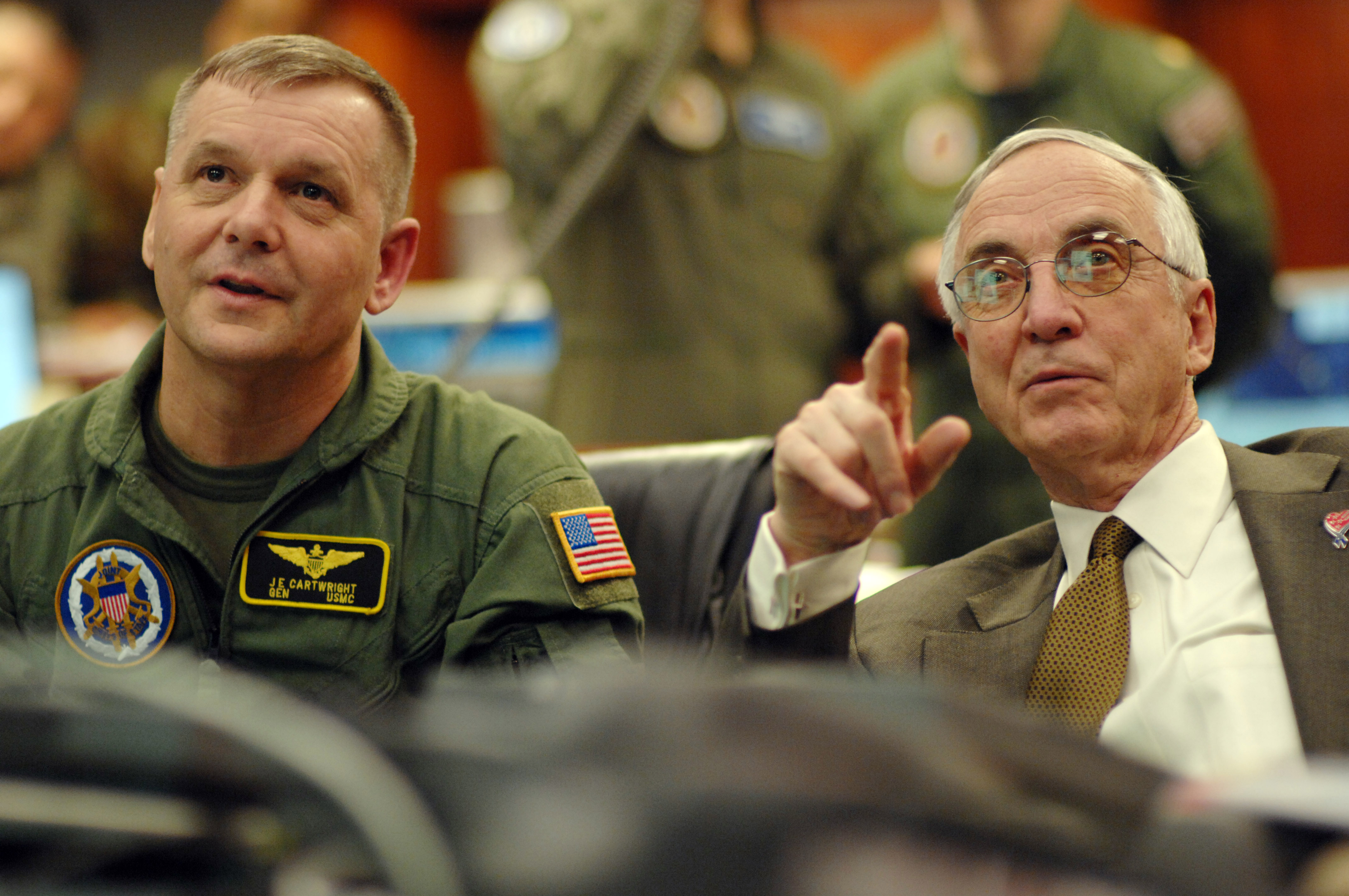
General James E. Cartwright (vänster) och USA:s biträdande försvarsminister Gordon R. England (höger) följer nedskjutningen av NRO-satelliten USA 193 den 21 februari 2008.

James E. "Hoss" Cartwright; född den 22 september 1949  i Rockford, Illinois, USA; är en pensionsavgången fyrstjärning general i USA:s marinkår. Cartwright tjänstgjorde som USA:s vice försvarschef från den 22 augusti 2007 till den 3 augusti 2011. Mellan 2004 och 2007 var han militärbefälhavare för United States Strategic Command.
Cartwright var ursprungligen andrepilot men omtränade sig till pilot och har flugit flygplan av typ F/A-18 Hornet.